# L'Esprit d'équipe (voilier)
Pour les articles homonymes, voir L'Esprit d'équipe.
L'Esprit d'Équipe est un voilier de course au large qui a gagné la Course autour du monde en équipage (Whitbread Round the World Race) en 1984-1985 avec le skipper Lionel Péan. Dessiné spécialement pour la Whitbread par l'architecte Philippe Briand, il a aussi participé à l'édition 1981-1982 de cette course sous le nom de 33 Export et à celle de 1989-1990 sous le nom d'Esprit de Liberté. Il reprend le nom L'Esprit d’Équipe lors de son inscription à l’Ocean Globe Race 2023 avec le skipper Lionel Regnier.

## Caractéristiques techniques
Le bateau est construit en aluminium au chantier Dufour C.N.A. à Saint Jean d’Angély (Charente-Maritime) en 1981. L'architecte est Philippe Briand.
- Longueur hors-tout : 17,64 m. Longueur à la flottaison : 14 m
- Largeur (maître-bau) : 4,80 m
- Tirant d'eau : 2,75 m
- Gréement : Sloop 7/8e
- Déplacement : 14,7 tonnes (1985), 16 tonnes (1981)
- Voilure : Grand-voile 105 m2
- Couleurs de coque : blanc (1981), bleu et vert  (1985)
- Numéro de voile : FRA 8399.
- Rating : 46,5 pieds jauge IOR (International Offshore Rule) en 1981[1].

### Conception et mise au point
Le bateau est construit en 1981 pour la Whitbread, course autour du monde en équipage. Il prend le départ de l'édition de 1981-1982 sous le nom de 33 Export, durant laquelle il démâte et  abandonne la course.
À la suite de ce démâtage, il est rapatrié en France par cargo et stocké au chantier Dufour pendant trois ans. Choisi pour la Whitbread de 1984-1985 par Lionel Péan et Philippe Briand, de préférence aux voiliers Kriter IX et Antarès, il est entièrement revu. Dans une première série de transformations, la voûte arrière est raccourcie et la « casquette », abri qui protège l'équipage dans le cockpit, est déposée pour gagner du poids.
Lionel Péan engage ensuite le bateau dans des courses d'entraînement pour tester les performances. Après la Course de la Découverte et les courses du SORC (Southern Ocean Racing Circuit) qui ont lieu en Floride en février 1985, une seconde série de transformations est menée. La principale est le changement de quille, qui permet de reculer et descendre le centre de gravité, et d'augmenter la stabilité. Le cockpit est réorganisé, nécessitant des travaux de découpage d'une partie du pont, et un nouveau mât de 27 mètres à gréement fractionné 7/8e est installé.

### Rating
Ces changements doivent aussi permettre d'abaisser le rating, un coefficient donné par les formules de la jauge pour calculer le temps compensé par rapport au temps réel de course. En effet le classement principal de la Whitbread est établi en temps compensé car des bateaux de caractéristiques différentes courent dans la même classe. Le rating doit être compris entre 40 et 70 pieds de la jauge IOR (International Offshore Rule) ce qui correspond à des voiliers de 13 à 25 mètres. Les plus grands bateaux sont appelés des « Maxi IOR » ou « Maxi yachts ». L'Esprit d'Équipe fait donc partie des bateaux de taille moyenne adaptés au classement en temps compensé de la Whitbread, alors que les « Maxi » plus grands et plus rapides sont performants en temps réel.

### Aménagements intérieurs
Pour la course de 1985-1986, la table à cartes a été recentrée et des couchettes installées à tribord et à bâbord. Les cabines cloisonnées ont été supprimées et transformées en coursives. Après les courses d'entraînement du SORC (Southern Ocean Racing Circuit) en Floride, les aménagements intérieurs ont été reconstruits en nid d'abeilles.

## Historique des courses

### Sous le nom33 Export(skippers: Thomas Philippe et Philippe Schaff)

#### 1981-1982: Course autour du monde en équipage (Whitbread Round the World Race)
C'est la troisième édition de la Whitbread. Elle se déroule en quatre étapes et le nombre de concurrents est le plus élevé de l'histoire de la course : 29 bateaux de plusieurs nationalités sont au départ et 20 terminent classés.
Les deux skippers Thomas Philippe et Philippe Schaff ont déjà couru l'édition précédente de la Whitbread, en 1977-1978, sur le voilier 33 Export qui avait participé aux premières éditions. C'est le même sponsor qui se lance avec un nouveau bateau, et l'armateur est le publicitaire Patrick Dubourg, déjà engagé dans la Whitbread précédeante.

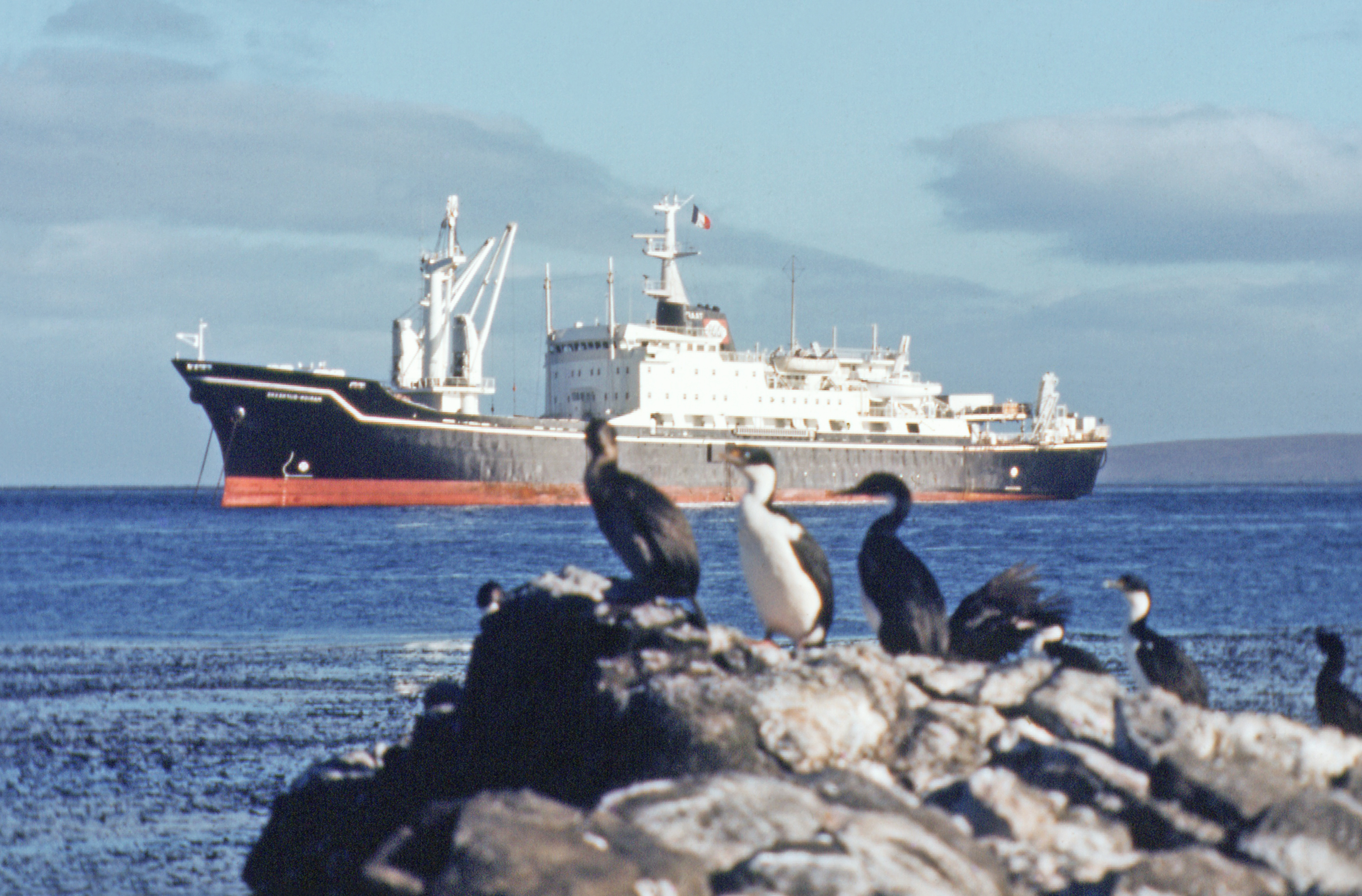
Le Marion Dufresne, navire logistique des îles Kerguelen, a pu sauver le voilier victime d'un démâtage pendant la Course autour du monde en équipage (Whitbread) de 1981-1982.

Le bateau se classe 16e en temps compensé et 12e en temps réel à l'arrivée de la première étape au Cap en Afrique du Sud. L'étape est gagnée en temps compensé par Kriter IX (skipper : André Viant) et en temps réel par Flyer II (skipper : Cornelius van Rietschoten) qui par la suite remportera toutes les autres étapes en temps réel, la dernière étape en temps compensé, ainsi que la course complète au classement général après avoir déjà gagné l'édition précédente.
Le voilier prend le départ de la seconde étape Le Cap-Auckland mais démâte dans l'Océan Indien le 12 novembre à la suite de la rupture d'une poulie de bastaque, un câble qui retient le mât par l'arrière. Situé par 51°10' Sud et 65°20' Est, il rejoint les Îles Kerguelen sous gréement de fortune où il est embarqué sur le navire logistique Marion Dufresne et ramené en Europe.
33 Export n'est pas le seul voilier qui a démâté : sept autres concurrents ont perdu leur mât : Ceramco New-Zealand (étape 1), La Barca Laboratorio (étape 1), Rolly Go (étape 1), European University Belgium (étape 2), Licor 43 (étape 2 et étape 3), Gauloise III (étape 3), et FCF Challenger (étape 4). Certains de ces bateaux ont pu reprendre la course, comme Ceramco New-Zealand (skipper : Peter Blake, architecte : Bruce Farr) mais après avoir perdu tout espoir de remporter la course.

### Sous le nomL'Esprit d'Équipe(skipper: Lionel Péan)

#### Le projet et le sponsor
Le nouveau sponsor du bateau est la société française d'informatique Bull qui emploie 26 000 personnes et qui est en période de croissance en 1984. Le publicitaire Patrick Dubourg, déjà intervenu lors des précédentes éditions de la Whitbread avec la marque 33 Export, propose pour son client un nouveau concept basé sur la communication d'un état d'esprit plutôt que d'une marque. C'est ainsi que le terme « esprit d'équipe » est sélectionné. Comme Bull est une entreprise internationale de taille moyenne, il est décidé de ne pas choisir un bateau de type « Maxi » mais d'une taille plus modeste pour mieux correspondre à l'image de l'entreprise. Il est aussi décidé de faire naviguer un deuxième bateau du même type pour des opérations de communication à destination des partenaires de la société. Ce dernier, dessiné par Daniel Tortarolo, sera L'Esprit d'Équipe II.
Le bateau est choisi par Lionel Péan et Philippe Briand et rebaptisé L'Esprit d'Équipe à Saint-Malo le 9 novembre 1984. Le skipper et l'architecte disposent de plusieurs mois avant la Whitbread pour tester, optimiser et faire la mise au point du voilier. Celui-ci va être engagé dans des courses d'entraînement.

#### 1984: Course de la Découverte (Route of Discovery Race)

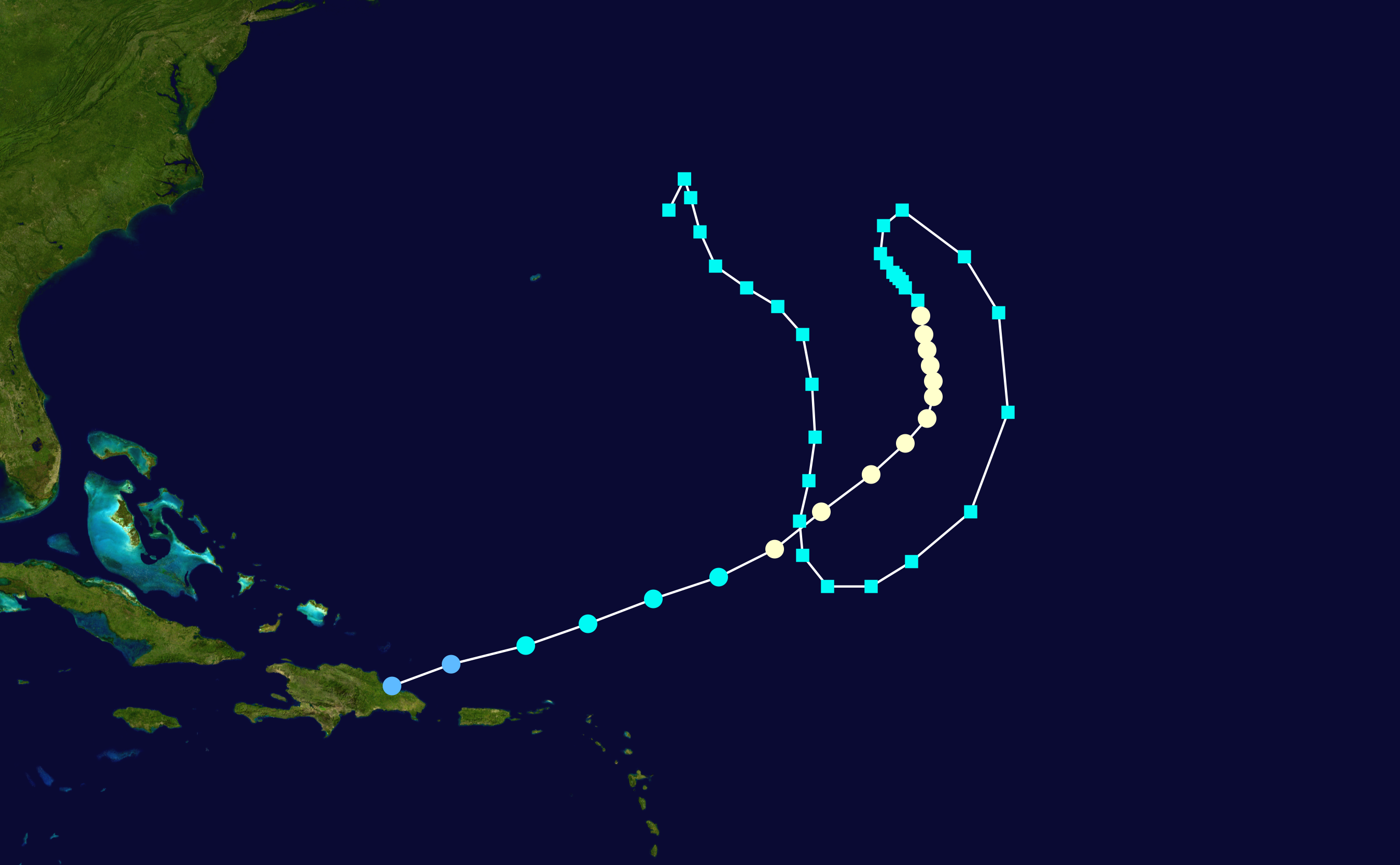
Le tracé du cyclone Lili en décembre 1984 pendant la Course de la Découverte. Les points en blancs correspondent à la catégorie 1 dans l'échelle de Saffir-Simpson.

Le départ est donné à Malaga (Benalmádena) en Espagne le 2 décembre 1984. La ligne d'arrivée est à Saint-Domingue dans les Caraïbes. Les bateaux sont répartis en deux catégories : multicoques et monocoques. L'Esprit d'Équipe court dans la catégorie des monocoques avec quelques-uns des futurs concurrents de la Whitbread. Il fait une escale technique à Las Palmas aux Canaries pour tenter de réparer le poste de radio BLU (bande latérale unique) tombé en panne et qui permet les liaisons radio à longue distance mais sans succès. Le bateau repart mais dans la nuit c'est le ridoir d'étai qui casse. Le démâtage est évité de justesse et le bateau fait escale aux Canaries sur l'île de Hierro pour réparation. Il reprend la course et, aux alentours du 20 décembre, il doit affronter la queue du cyclone Lili dont il est situé à 200 milles de distance dans le nord. C'est là que le bateau réalise son record de vitesse en 24 heures : 285 milles, par des vents de force 8 à 10 sur l'échelle Beaufort. Après avoir viré la marque de parcours de l'île San Salvador aux Bahamas en seconde position derrière Fortuna Lights, un futur concurrent de la Whitbread, L'Esprit d'Équipe doit abandonner à cause d'une nouvelle rupture du ridoir d'étai.

#### 1985: Courses du SORC (Southern Ocean Racing Circuit)
L'Esprit d'Équipe participe aux régates de Floride où il se classe devant trois futurs concurrents de la Whitbread : Philips Innovator, Fazer Finland et Fortuna Lights.
Pendant le convoyage retour de Miami à Saint-Malo en mars 1985, le bateau bat son record de vitesse à 24 nœuds et il est roulé par une vague dans une tempête trois jours avant d'arriver.

#### 1985: Course du Fastnet (Fastnet Race)
Muni de sa nouvelle quille et de son nouveau mât, L'Esprit d'Équipe participe aux courses de l'été en Manche : Cowes-Dinard, la Channel Race, la Semaine de Cowes, et le Fastnet, avec d'autres futurs concurrents de la Whitbread dont le bateau Drum qui perd sa quille et se retourne. L'Esprit d'Équipe est battu d'une heure en temps compensé par le gagnant Atlantic Privateer.

#### 1985-1986: Course autour du monde en équipage (Whitbread Round the World Race)

##### L'équipage
L'équipage de L'Esprit d'Équipe a été constitué par Lionel Péan au fil des courses d'entraînement qui ont précédé la Whitbread. Il est composé par six équipiers professionnels qui participent avec le skipper à toute la course. En plus de son rôle d'équipier, chacun se voit attribuer une spécialité technique telle que : maître-voilier, gréeur, mécanicien ou intendant. Les six permanents sont : Stéphane Poughon, Eric Sendra, Serge Maurin, Frédéric Leclere, Jean-Pierre Delaby et Daniel Hirsch. Trois hommes viennent compléter l'équipage au gré des étapes : Eric Lecotteley, Yvan Griboval et Daniel Gilard. Deux hommes sont chargés de l'assistance à terre.

##### La course

Parcours officiel de la Course autour du monde en équipage (Whitbread around the World Race) en 1985-1986, gagnée par L'Esprit d'Équipe.

Parcours officiel en 6 étapes de la Course autour du monde en équipage (Whitbread around the World Race) en 1989-1990.

Elle se déroule en quatre étapes. Le classement est donné en temps compensé; celui-ci est calculé selon le coefficient de rating affecté à chaque bateau selon ses caractéristiques. Quinze bateaux dont sept « Maxi » prennent le départ et treize terminent classés. Le plus grand bateau est Côte d'Or, un bateau belge mené par Éric Tabarly. L'Esprit d'Équipe est l'un des plus petits bateaux de la course et le seul bateau français. Les positions des bateaux sont données par relevé des balises Argos chaque jour à 18 heures et un ordinateur permet de les afficher. De plus, chaque jour à 11 heures une vacation radio a lieu pour échanger entre les concurrents.

###### Étape 1: Portsmouth - Le Cap (Afrique du Sud) - Victoire de l'étape
Le départ est donné le 28 septembre et L'Esprit d'Équipe prend la tête de la course le 14 octobre. Il franchit l'équateur le 19 octobre et il est en vue de l'île de Saint-Hélène le 24 octobre. Ses principaux concurrents sont Philips Innovator (2e en temps compensé) et Fazer Finland (3e en temps compensé). Le bateau Atlantic Privateer démâte et se déroute sur la Namibie. Au cours de cette étape, le dessalinisateur sera réparé.
L'Esprit d'Équipe est classé premier en temps compensé en 32 jours 7 heures devant les bateaux Philips Innovator (skipper : Dirk Nauta) et Fazer Finland (skipper : Michael Berner) et 8e en temps réel en 37 jours 13 heures. L'étape est gagnée en temps réel par le « Maxi » UBS Switzerland (skipper : Pierre Fehlmann) en 34 jours 1 heure.

###### Étape 2: Le Cap - Auckland (Nouvelle-Zélande)
Le départ est donné le 4 décembre 1985 et le bateau descend jusqu'au 52e parallèle de latitude sud. Le premier iceberg apparaît le 12 décembre. Le maître-voilier répare les spinnakers mais aussi la grand-voile. Le dessalinisateur tombe à nouveau en panne. Le 29 décembre, L'Esprit d'Équipe remonte vers le 50e parallèle et le bateau concurrent Philips Innovator creuse l'écart à 345 milles. La dernière nuit se passe dans les calmes et Philips Innovator coupe la ligne à Auckland avec 52 heures d'avance sur L'Esprit d'Équipe, il s'empare de la première place au classement général avec 13 heures d'avance en temps compensé.
L'Esprit d'Équipe est classé 2e en temps compensé derrière Philips Innovator en 28 jours 17 heures et 9e en temps réel en 34 jours 1 heure. L'étape est gagnée en temps réel par le « Maxi » Atlantic Privateer (skipper : Padda Knutel) en 29 jours 3 heures.

###### Étape 3: Auckland - Punta del Este (Uruguay) - Victoire de l'étape
Le départ est donné le 15 février 1986 et le bateau descend jusqu'à la latitude de 56 degrés sud. Mais, le 25 février, il faut réduire la vitesse car le mât donne des signes de fatigue avec une pliure sous le pont. De nombreuses heures de réparations sont nécessaires pour le consolider et la lutte avec Philips Innovator est relancée. L'Esprit d'Équipe passe le Cap Horn de nuit le 6 mars en compagnie du voilier Norsk Data GB (ex- Great Britain II) qui lance une fusée orange pour marquer le passage. Il s'engage dans le détroit de Le Maire et l'île des États est la première terre en vue depuis Auckland. À la sortie du détroit le voilier n'est plus abrité et la mer est « effroyable ». Le bateau coupe la ligne à Punta del Este le 13 mars avec 4h 53 minutes d'avance sur Philips Innovator et il reprend la tête de la course au classement général.
L'Esprit d'Équipe est classé premier en temps compensé en 22 jours 7 heures devant les bateaux Equity and Law (skipper : Pleem van der Lugt) et Rucanor Tristar (skipper : Gustaaf Versluys), et 8e en temps réel en 27 jours. L'étape est gagnée en temps réel par le « Maxi » UBS Switzerland en 24 jours 14 heures.

###### Étape 4: Punta del Este - Portsmouth - Victoire de l'étape
Le départ est donné le 9 avril 1986. L'Esprit d'Équipe contourne l'Anticyclone des Açores par l'ouest. Il franchit la ligne d'arrivée le 12 mai en début de nuit à 23 heures 50.
L'Esprit d'Équipe est classé premier en temps compensé en 28 jours 14 heures devant les bateaux Philips Innovator et Fazer Finland et 8e en temps réel en 33 jours 7 heures. L'étape est gagnée en temps réel par le « Maxi » UBS Switzerland en 29 jours 17 heures.
Au classement général il est premier en temps compensé en 111 jours 23 heures et 7e en temps réel en 132 jours. C'est le « Maxi » UBS Switzerland qui a été le bateau le plus rapide, il a réalisé le parcours en 117 jours 14 heures en temps réel.

### Sous le nomEsprit de Liberté(skipper: Patrick Tabarly)

#### 1989-1990: Course autour du monde en équipage (Whitbread Round the World Race)
Rebaptisé Esprit de Liberté, le bateau court une troisième Whitbread avec comme skipper Patrick Tabarly. Cette course marque une rupture par rapport aux précédentes : le nombre d'étapes passe à 6 et l'itinéraire évite l'Afrique du Sud pour des raisons de politique internationale liées à l'apartheid. Avec l'ajout d'une étape supplémentaire entre Fremantle (Australie) et Auckland (Nouvelle-Zélande), le parcours total est augmenté d'environ 5 000 milles ce qui le porte à plus de 32 000 milles alors que les courses précédentes comptabilisaient environ 27 000 milles. Le port de départ et d'arrivée n'est plus Portsmouth mais Southampton et une escale se tient pour la première fois aux États-Unis à Fort Lauderdale en Floride.
Plus de la moitié des concurrents sont des bateaux de type « Maxi », notamment le vainqueur néo-zélandais Steinlager 2 (skipper : Peter Blake, architecte : Bruce Farr) qui termine en 128 jours après avoir gagné toutes les étapes en temps réel suivi par un autre « Maxi » néozélandais : Fisher & Paykel NZ (skipper : Grant Dalton) et par le bateau suisse de Pierre Fehlmann Merit. Ces grands bateaux sont construits avec les nouveaux matériaux composites à base de carbone, nomex, et résine époxy. Ils sont menés par des équipages de plus de quinze personnes et beaucoup sont dessinés par l'architecte néozélandais Bruce Farr.

##### Classements
En raison du passage de la course en six étapes et de la diversité des concurrents, les classements se complexifient. Quatre divisions sont créées pour différencier les « Maxi » des bateaux plus petits. Les « Maxi » courent entre eux en temps réel, mais le classement en temps compensé n'est pas supprimé, ce qui sera le cas dans l'édition suivante de la Whitbread. L'Esprit de Liberté est classé 17e en temps réel au général après avoir réalisé le parcours en 164 jours, et premier de sa catégorie en Division D devant Maiden (ex-Disque-d'or III de Pierre Fehlmann), un bateau dirigé par Tracy Edwards et composé d'un équipage entièrement féminin.  Les autres concurrents de la Division D sont Schussel von Bremen (skipper : Rolf Renken, architecte Judel/Vrolijk), La Poste (Skipper : Daniel Mallé, architecte German Frers) et Rucanor Sport (skipper : Bruno Dubois, architecte Guy Ribadeau Dumas).
La Division C ne comporte qu'un seul bateau : Equity & Law II (ex- Philips Innovator, skipper : Dirk Nauta).
Une catégorie « Croisière » est créée avec deux bateaux : With Integrity et Creighton’s Naturally (ex- FCF Challenger devenu First Co-operative pendant la Whitbread précédente). Sur ce voilier, deux hommes tombent à l'eau et l'un d'eux seulement est sauvé.

##### La course

###### Étape 1: Southampton (Angleterre) - Punta del Este (Uruguay)
- Classement : 17e en temps réel en 34 jours 09 h (départ : 2 septembre 1989).
- Premier en Division D.

L'étape de Punta del Este est mouvementée pour l'Esprit de Liberté : L'équipage est privé de moyens de paiement et de passeport car l'armateur du bateau a des soucis financiers. Dépanné sur place par Alain Gabbay, skipper du « Maxi » français Charles Jourdan, Patrick Tabarly fait un aller-retour en France pour éclaircir la situation, à la suite de quoi le bateau prend le départ de la deuxième étape et continue la course.
Un drame a lieu sur le bateau soviétique Fazisi dont le skipper Alexei Grischenko se suicide. Il est remplacé par Skip Novak. On déplore aussi un accident de moto entre deux équipiers de la Whitbread dont l'un, Janne Gustavsson du bateau suédois The Card, ne survit pas.

###### Étape 2: Punta del Este (Uruguay) – Fremantle (Australie)
C'est l'étape la plus longue car la course ne s'arrête pas en Afrique du Sud et fait route sans escale par l'Atlantique Sud et l'Océan Indien jusqu'en Australie.
- L'étape est remportée par Maiden en Division D.
- Classement : 20e en temps réel en 36 jours 18 heures (départ : 28 octobre 1989).

###### Étape 3: Fremantle (Australie) – Auckland (Nouvelle-Zélande)
- L'étape est remportée par Maiden en Division D.
- 20e en temps réel en 15 jours 6 heures (départ : 23 décembre 1989).

###### Étape 4: Auckland (Nouvelle-Zélande) – Punta del Este (Uruguay)
- Premier en Division D avec un avantage de 17 heures sur Maiden dont l'équipière Michèle Paret a été blessée par un choc.
- 17e en temps réel en 29 jours 3 heures (départ : 4 février 1990).

###### Étape 5: Punta del Este (Uruguay) – Fort Lauderdale (États-Unis)
- Premier en Division D.
- 17e en temps réel en 29 jours 2 heures (départ : 17 mars 1990).

###### Étape 6: Fort Lauderdale (États-Unis) – Southampton (Angleterre)
- Premier en Division D.
- 17e en temps réel en 22 jours 5 heures (départ : 5 mai 1990)[53].

### Sous le nomL'Esprit d'équipe(skipper: Lionel Regnier)

#### Le projet et le retour en course
Lionel Regnier, skipper basé aux Sables d'Olonne, monte une équipe en vue d'une participation à l'Ocean Globe Race 2023 en rassemblant à nouveau les membres de ses teams précédents. Cette équipe se construit début 2020 avec des équipiers et équipières majoritairement des Sables d'Olonne. C'est en novembre 2020 que le team annonce participer à l'Ocean Globe Race sous le nom de Team L'Esprit d’équipe avec ce bateau dans la Classe Flyer (rassemblant des bateaux ayant participé à au moins une des 3 premières éditions de la Whitbread round the world). 
Le projet est basé sur les valeurs d'intergénérationnalité, de partage et de performance, et a pour objectif de remporter l'Ocean Globe Race 2023.

## Histoire hors course du bateau
L'Esprit d'Équipe navigue en croisière à Ushuaia avec un programme de découverte du Canal de Beagle et du Cap Horn. En 2014, l'organisateur des croisières avec ce navire est condamné pour infraction au code de l'environnement en Antarctique.
L'Esprit d'Équipe II a été utilisé par Lionel Péan pour participer au rassemblement des anciens de la Whitbread à Malaga, la Legends Regatta, à l'occasion du départ de la Volvo Ocean Race en 2010.
L'équipe de L'Esprit d'Équipe a fêté les trente ans de sa victoire en 2016,.

## Ne pas confondre avec
- L'Esprit d'Équipe II (1982), architecte : Daniel Tortarolo
- 33 Export, lancé en 1968